# 研修
| ウィキペディアには「研修」という見出しの百科事典記事はありません（タイトルに「研修」を含むページの一覧/「研修」で始まるページの一覧）。 代わりにウィクショナリーのページ「研修」が役に立つかもしれません。 |